# Ministr války a kolonií Spojeného království
Ministr války a kolonií, respektive státní sekretář války a kolonií (Secretary of State for War and the Colonies) byla funkce ve vládě Spojeného království v letech 1794–1854. 

## Historie
Správa vojenských a koloniálních záležitostí probíhala v anglické a britské historii většinou odděleně, pouze v první polovině 19. století byla agenda sloučena pod společné ministerstvo války a kolonií. Od 17. století měl na starosti armádu Sekretář války (Secretary at War), který však nebyl členem vlády, do vojenské problematiky významně zasahovali Generální polní zbrojmistr (Master General of the Ordnance) a Generální intendant armády (Paymaster of the Forces). Složitější vývoj měla správa zámořských držav, kterou po obnovení monarchie spravovala nejprve státní rada, později výbor Tajné rady pro obchod a kolonie a od roku 1695 úřad pro obchod a kolonie. Během sedmileté války Británie rozšířila svá zámořská území v severní Americe a jihovýchodní Asii a v roce 1768 bylo proto zřízeno samostatné ministerstvo kolonií. Krátce poté ale během americké války za nezávislost došlo ke ztrátě rozsáhlých území v severní Americe a v návaznosti na celkovou reorganizaci státní správy bylo ministerstvo kolonií v roce 1782 zrušeno. Správa kolonií dočasně přešla pod ministerstvo vnitra. Za válek s revoluční Francií bylo v roce 1794 zřízeno ministerstvo války, pod které od roku 1801 byla zařazena i správa kolonií. Ministr války a kolonií byl členem vlády a z titulu své funkce také automaticky členem Tajné rady. Souběžně ale nadále fungoval post sekretáře války, zástupcem ministra byl však státní podsekretář (Undersecretary of State for War and Colonies). Za napoleonských válek byli státní podsekretáři dva, jeden pro válku a druhý pro kolonie. Z kompetencí ministerstva byla vyňata největší kolonie Britská Indie, která tehdy formálně spadala pod správu Východoindické společnosti, fakticky její správu od konce 18. století zajišťoval kontrolní úřad Východoindické společnosti. Další reorganizaci státní správy si vynutila krymská válka. V roce 1854 bylo ministerstvo války a kolonií zrušeno a byly zřízeny dva samostatné úřady ministra války a ministra kolonií. Poslední ministr války a kolonií Henry Pelham-Clinton, 5. vévoda z Newcastle převzal post ministra války, prvním ministrem kolonií se stal George Grey. V návaznosti na vznik samostatného ministerstva války byl v roce 1855 zrušen úřad generálního polního zbrojmistra.
Na postu ministra války a kolonií se vystřídalo mimo jiné pět pozdějších premiérů, nejdéle úřadujícím ministrem byl Henry Bathurst, 3. hrabě Bathurst, který byl ve funkci patnáct let. 

## Seznam ministrů války a kolonií
| Jméno                                         | Foto | Nástup do funkce   | Konec funkce       | Životní data |
| --------------------------------------------- | ---- | ------------------ | ------------------ | ------------ |
| Henry Dundas                                  |      | 11. července 1794  | 17. března 1801    | 1742-1811    |
| Robert Hobart, Lord Hobart                    |      | 17. března 1801    | 12. května 1804    | 1760-1816    |
| John Jeffreys Pratt, 2. hrabě z Camdenu       |      | 14. května 1804    | 10. července 1805  | 1759-1840    |
| Robert Stewart, vikomt z Castlereaghu         |      | 10. července 1805  | 5. února 1806      | 1769-1822    |
| William Windham                               |      | 5. února 1806      | 25. března 1807    | 1750-1810    |
| Robert Stewart, vikomt z Castlereaghu         |      | 25. března 1807    | 1. listopadu 1809  | 1769-1822    |
| Robert Banks Jenkinson, 2. hrabě z Liverpoolu |      | 1. listopadu 1809  | 11. června 1812    | 1770-1827    |
| Henry Bathurst, 3. hrabě Bathurst             |      | 11. června 1812    | 30. dubna 1827     | 1762-1834    |
| Frederick John Robinson, 1. vikomt Goderich   |      | 30. dubna 1827     | 3. září 1827       | 1782-1859    |
| William Huskisson                             |      | 3. září 1827       | 30. května 1828    | 1770-1830    |
| George Murray                                 |      | 30. května 1828    | 22. listopadu 1830 | 1772-1846    |
| Frederick John Robinson, 1. vikomt Goderich   |      | 22. listopadu 1830 | 3. dubna 1833      | 1782-1859    |
| Edward Stanley, Lord Stanley                  |      | 3. dubna 1833      | 5. června 1834     | 1799-1869    |
| Thomas Spring Rice                            |      | 5. června 1834     | 14. listopadu 1834 | 1790-1866    |
| Arthur Wellesley, 1. vévoda z Wellingtonu     |      | 15. listopadu 1834 | 15. prosince 1834  | 1769-1852    |
| Geroge Hamilton-Gordon, 4. hrabě z Aberdeenu  |      | 20. prosince 1834  | 8. dubna 1835      | 1784-1860    |
| Charles Grant, 1. baron Glenelg               |      | 8. dubna 1835      | 20. února 1839     | 1778-1866    |
| Constantine Phipps, 1. markýz z Normanby      |      | 20. února 1839     | 30. srpna 1839     | 1797-1863    |
| Lord John Russell                             |      | 30. srpna 1839     | 30. srpna 1841     | 1792-1878    |
| Edward Stanley, Lord Stanley                  |      | 3. září 1841       | 23. prosince 1845  | 1799-1869    |
| William Gladstone                             |      | 23. prosince 1845  | 27. června 1846    | 1809-1898    |
| Henry George Grey, 3. hrabě Grey              |      | 6. července 1846   | 21. února 1852     | 1802-1894    |
| Sir John Somerset Pakington                   |      | 27. února 1852     | 17. prosince 1852  | 1799-1880    |
| Henry Pelham-Clinton, 5. vévoda z Newcastle   |      | 28. prosince 1852  | 10. června 1854    | 1811-1864    |